# ایستگاه راه‌آهن بوشی
ایستگاه بوشی یک ایستگاه از خط بیکرلو و از خطوط متروی لندن است.که در منطقه بوشی قرار دارد و در ۱۶ آوریل ۱۹۱۶ افتتاح شده‌است.

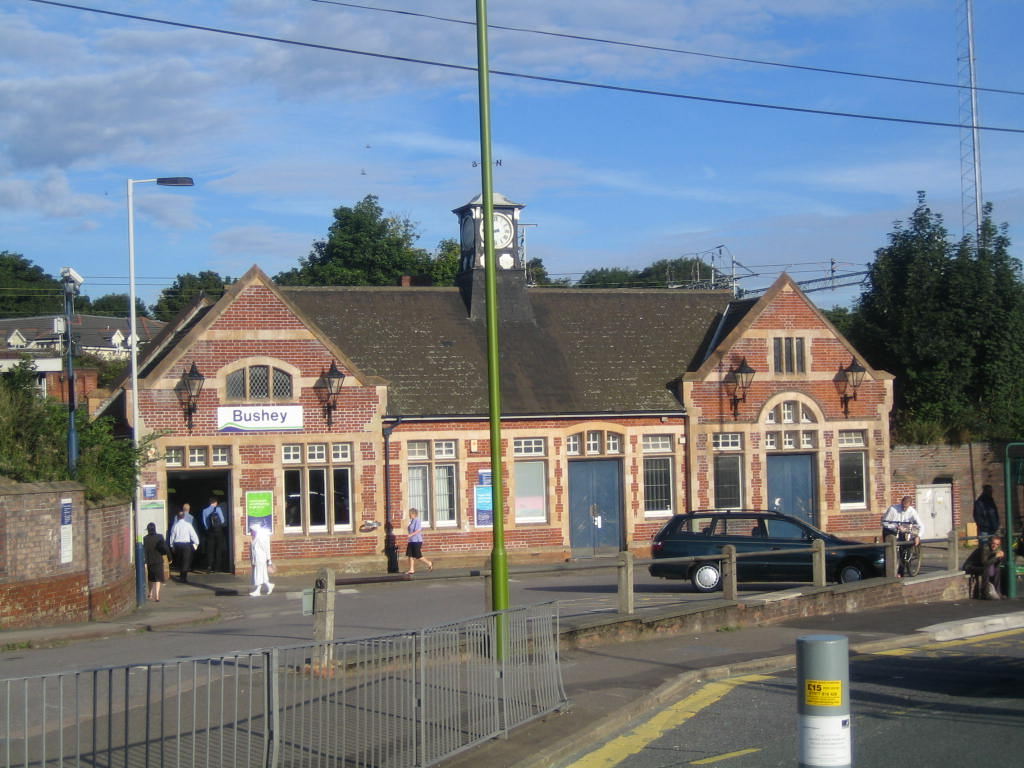
ایستگاه بوشی گرفته شده در ۹ اوت ۲۰۰۵

چرینگ

## نگارخانه

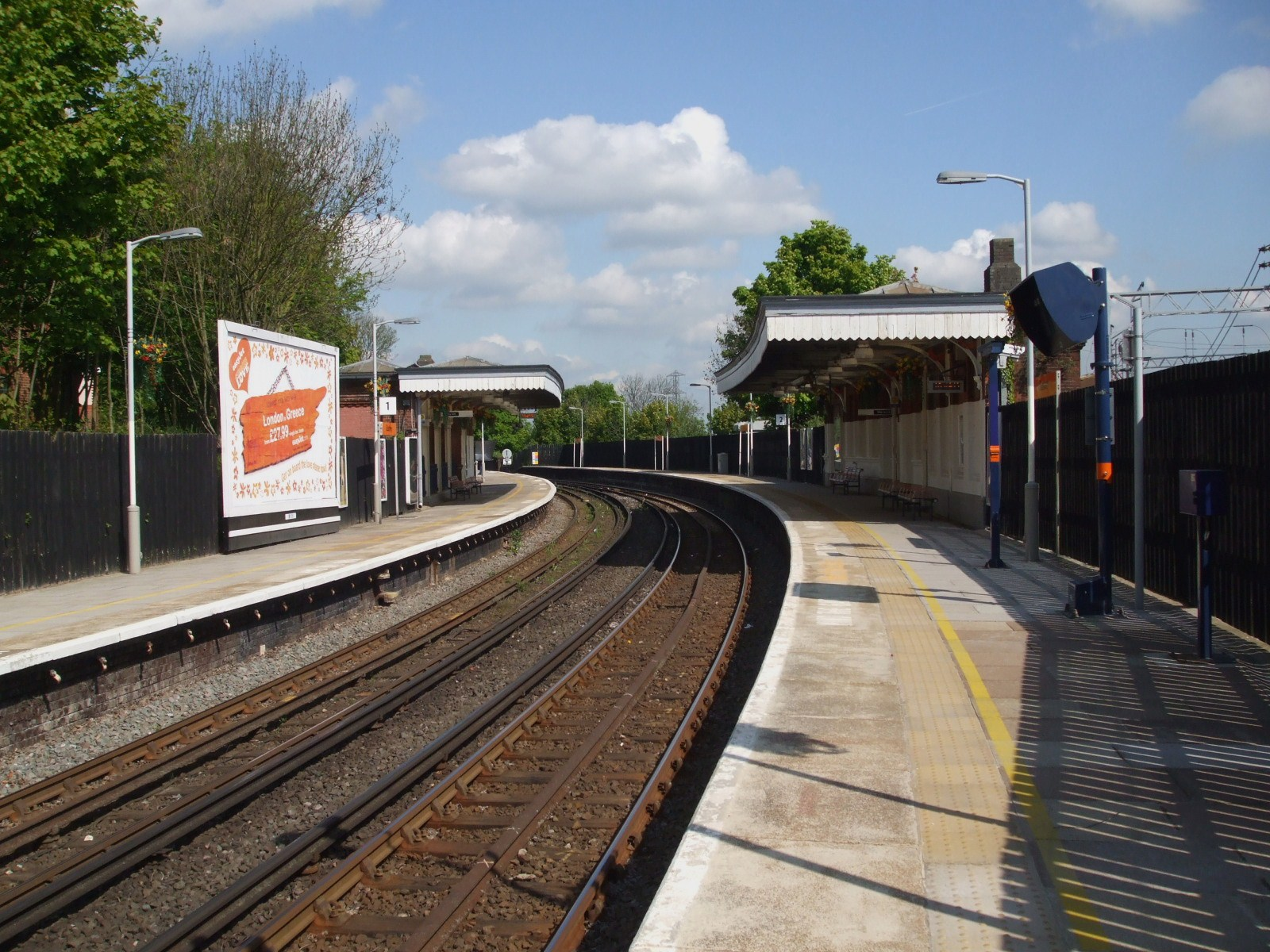
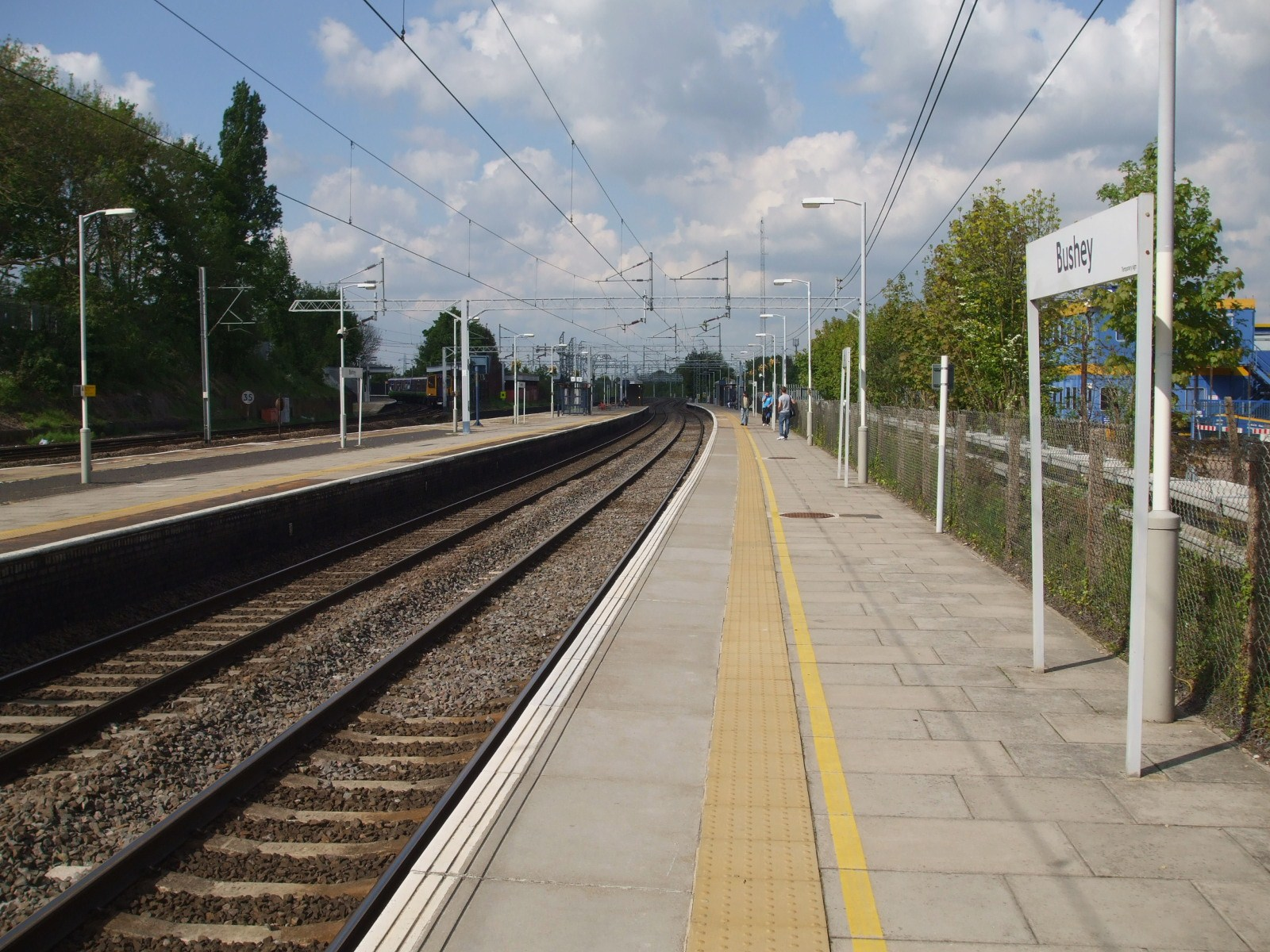
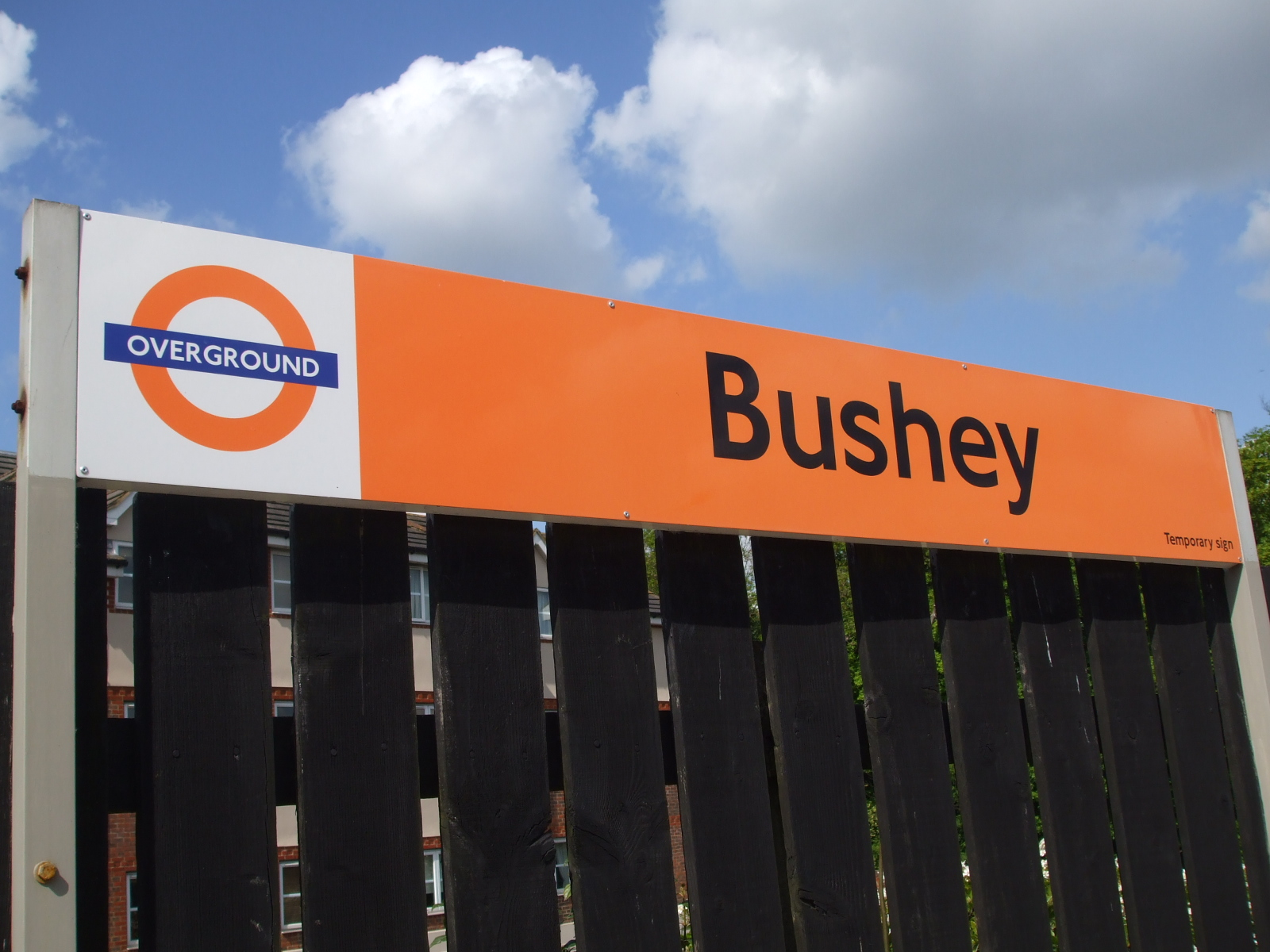
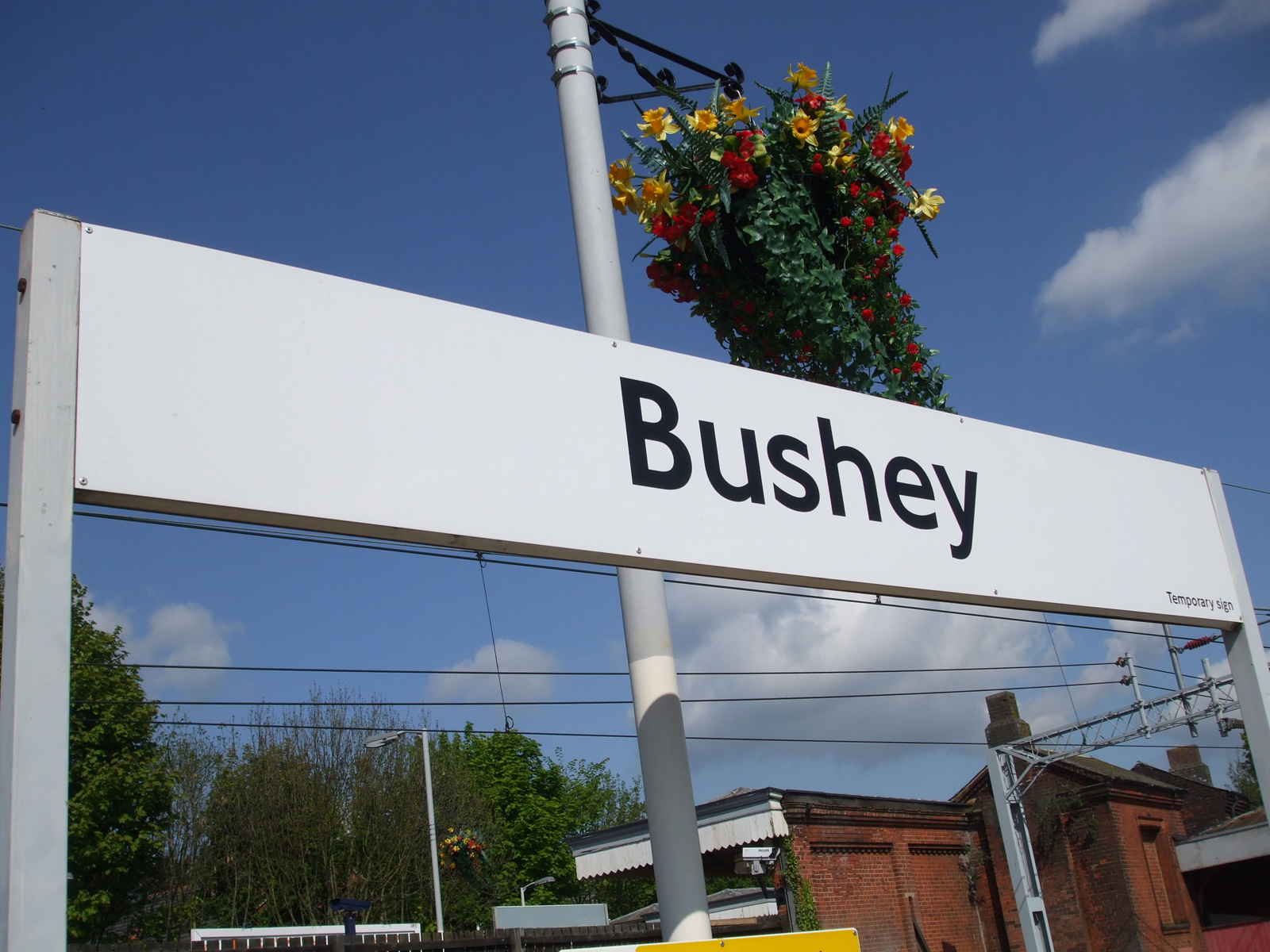